# Stráne pod Tatrami
Stráne pod Tatrami es un municipio del distrito de Kežmarok en la región de Prešov, Eslovaquia, con una población estimada a final del año 2024 de 2528 habitantes.
Se encuentra ubicado al noroeste de la región, cerca del río Poprad (cuenca hidrográfica del río Vístula) y de la frontera con Polonia.

## Demografía
| Año        | 1994 | 2004     | 2014     | 2024    |
| ---------- | ---- | -------- | -------- | ------- |
| Población  | 906  | 1291     | 2329     | 2528    |
| Diferencia |      | +42,49 % | +80,40 % | +8,54 % |

| Año        | 2023 | 2024    |
| ---------- | ---- | ------- |
| Población  | 2464 | 2528    |
| Diferencia |      | +2,59 % |